# Ћатићи (Високо)
Ћатићи су насељено мјесто у граду Високом, Босна и Херцеговина.

## Становништво
|             | 2013.      | 1991.        | 1981.        | 1971.        |
| Укупно      | 2 (100,0%) | 27 (100,0%)  | 95 (100,0%)  | 107 (100,0%) |
| Бошњаци     | 2 (100,0%) | 11 (40,74%)1 | 12 (12,63%)1 | 6 (5,607%)1  |
| Срби        | –          | 16 (59,26%)  | 78 (82,11%)  | 101 (94,39%) |
| Југословени | –          | –            | 5 (5,263%)   | –            |

1. 1 На пописима од 1971. до 1991. Бошњаци су пописивани углавном као Муслимани.